# 송은문화재단
송은문화재단(松隱文化財團)은 민족문화의 창달을 도모하고, 미술문화 인재양성 및 학술진흥 활동을 지원하기 위하여 1989년 6월 7일 설립된 문화체육관광부 소관의 재단법인이다. 주사무소와 운영하는 전시공간은 서울특별시 강남구 도산대로 441 에 있다.

## 연혁
- 1989년 : 송은문화재단 설립
- 1989년 - 2000년 : 미술계 전문가의 추천을 통해 젊은 미술인들의 전시 및 연구활동 후원
- 2000년 : 故 송은 유성연 이사장 1주기 추모전 개최 (舊 송은갤러리, 2000. 4. 1 - 4. 8)
- 2001 - 현재 : 송은미술대상 제정, 매년 공모전 개최
- 2002 - 2021년 : (주)삼탄 사옥 내 송은 큐브(舊.송은갤러리) 설립, 매년 공모를 통해 8인 작가들에게 6주간 전시공간 및 홍보, 도록 제작 무상지원
- 2010년 11월 : 송은 아트스페이스(강남구 청담동 소재) 개관
- 2021년 9월 : 송은(강남구 도산대로 441) 신사옥 이전 개관

## 주요 사업
- 미술분야 학술연구비 지원
- 미술분야에 공적 있는 자에 대한 시상
- 미술전람회에 대한 지원